# جایزه بهترین زنان ورزشکار ساندی تایمز
جایزه ساندی تایمز برای بهترین زنان ورزشکار یک مراسم اهدای جوایز است که هر ساله توسط روزنامه ساندی تایمز برگزار می‌شود.
این جوایز در سال ۱۹۸۸ توسط سردبیر آن زمان، اندرو نیل، تأسیس شد. هدف از اهداء این جایزه به رسمیت شناختن برجسته‌ترین زنان ورزشکار بریتانیا است. این مراسم که در نقاط مختلف لندن برگزار شده است، یکی از معتبرترین و تاثیرگذارترین مراسم در تقویم ورزشی بریتانیا است.
برندگان قبلی جایزه اصلی، زن ورزشکار سال ساندی تایمز، شامل پائولا رادکلیف، پیپا فونل، دنیس لوئیس، دام کلی هولمس، زارا فیلیپس و ویکتوریا پندلتون هستند. سارا استیونسن، قهرمان تکواندو جهان در سال ۲۰۱۱، در دسامبر ۲۰۱۱ برنده مسابقات جهانی شد.
جوایز توسط بنیاد ورزش و تناسب اندام زنان، اتحادیه ورزش و تفریح، یو.کی. اسپورت و اسپورت انگلند حمایت می‌شود.
اسکای اسپورت در سپتامبر ۲۰۱۳ اعلام کرد که تا سال ۲۰۱۵ با جوایز بهترین زنان ورزشکار ساندی تایمز همکاری خواهد کرد. این گسترش کانال‌های حمایت از ورزش زنان و تعهد آنها به پوشش آن در تمام طول سال از ورزش زنان بود.

## برندگان دوره‌های قبلی
برندگان قبلی جایزه بهترین ورزشکار ساندی تایمز عبارتند از:
- ۱۹۸۸ الیو جونز
- ۱۹۸۹ کیم توماس
- ۱۹۹۰ دنیس اسمیت
- ۱۹۹۱ سالی گانل
- ۱۹۹۲ تانی گری تامپسون
- ۱۹۹۳ سالی گانل
- ۱۹۹۴ دنیس لوئیس
- ۱۹۹۵ لین سیمپسون
- ۱۹۹۶ لورا دیویس
- ۱۹۹۷ آلیسون نیکلاس
- ۱۹۹۸ دنیس لوئیس
- ۱۹۹۹ پائولا رادکلیف
- ۲۰۰۰ دنیس لوئیس
- ۲۰۰۱ الن مک‌آرتور
- ۲۰۰۲ پائولا رادکلیف
- ۲۰۰۳ پیپا فونل
- ۲۰۰۴ دام کلی هلمز
- ۲۰۰۵ زارا فیلیپس
- ۲۰۰۶ بدون جایزه
- ۲۰۰۷ ویکتوریا پندلتون
- ۲۰۰۸ نیکول کوک
- ۲۰۰۹ کریسی ولینگتون
- ۲۰۱۰ مگی آلفونسی
- ۲۰۱۱ سارا استیونسن
- ۲۰۱۲ جسیکا انیس-هیل
- ۲۰۱۳ کریستین اوهوروگو
- ۲۰۱۴ شارلوت دوژاردین
- ۲۰۱۵ جسیکا انیس-هیل
- ۲۰۱۶ لورا کنی
- ۲۰۱۷ الیز کریستی
- ۲۰۱۸ دینا اشر اسمیت
- ۲۰۱۹ دینا اشر اسمیت
- ۲۰۲۰ هالی دویل
- ۲۰۲۱ اما ردوکانو
- ۲۰۲۲ آیلیش مک کولگان

### برندگان چندگانه
| مقام | بانوی ورزشکار      | مجموع جوایز |
| ---- | ------------------ | ----------- |
| ۱    | دنیس لوئیس         | ۳           |
| ۲    | سالی گانل          | ۲           |
| ۲    | پائولا رادکلیف     | ۲           |
| ۲    | دام جسیکا انیس-هیل | ۲           |
| ۲    | دینا اشر اسمیت     | ۲           |

جوایز زن ورزشکار سال ساندی تایمز ۲۰۲۲
ورزشکار سال: ایلیش مک کولگان
تیم سال: تیم ملی فوتبال زنان انگلستان
زن جوان ورزشکار سال: جسیکا گادیرووا
ورزشکار معلولیت سال: میزی سامرز-نیوتن
جایزه هلن رولاسون برای الهام:
جایزه جامعه:
جایزه یک عمر دستاورد:
جوایز زن ورزشکار سال ساندی تایمز ۲۰۱۷
زن ورزشکار سال: الیز کریستی
تیم سال: تیم کریکت زنان انگلستان
زن جوان ورزشکار سال: الی داونی
ورزشکار معلولیت سال: هانا کاکرافت
جایزه هلن رولاسون برای الهام: انوشه حسین
جایزه انجمن: مارگارت پالمر
جایزه یک عمر دستاورد: کاز والتون
جوایز زن ورزشکار سال ساندی تایمز ۲۰۱۶
زن ورزشکار سال: لورا کنی
المپیک سال: هلن گلوور و هدر استنینگ
پارالمپیک سال: کادینا کاکس
زن جوان ورزشکار سال: سیوبان ماری اوکانر
جایزه هلن رولاسون برای الهام: هانا فرانسیس
جایزه یک عمر دستاورد: پروفسور سلیا براکنیج
جایزه انجمن: کریستی کامرون
جوایز بهترین ورزشکار سال ساندی تایمز و اسکای اسپورت ۲۰۱۵
زن ورزشکار سال: جسیکا انیس-هیل
تیم سال: تیم ملی هاکی روی چمن زنان انگلستان
زن جوان ورزشکار سال: دینا اشر اسمیت
ورزشکار معلولیت سال: جردن وایلی
جایزه هلن رولاسون برای الهام: آنی زیدی
جایزه یک عمر دستاورد: انید بیکول
جوایز بهترین ورزشکار سال ساندی تایمز و اسکای اسپورت ۲۰۱۴
زن ورزشکار سال: شارلوت دوژاردین
زن جوان ورزشکار سال: کلودیا فراگاپان
تیم سال: تیم ملی راگبی انگلستان
ورزشکار معلولیت سال: استفانی اسلیتر
جایزه انجمن: سو فرت
جایزه یک عمر دستاورد: لوئیز مارتین
جایزه هلن رولاسون برای الهام: مل ووداردز
جوایز بهترین ورزشکار سال ساندی تایمز و اسکای اسپورت در سال ۲۰۱۳
محل برگزاری: استودیو اسکای اسپورت
زن ورزشکار سال: کریستین اوهوروگو
زن جوان ورزشکار سال: بکی جیمز
تیم منتخب سال: تیم ملی نتبال انگلستان
ورزشکار سال معلولیت: امی مارن
جایزه جامعه: ریملا اختر
جایزه هلن رولاسون برای الهام: سارا وینکلس
جایزه یک عمر دستاورد: سارا اسپرینگمن
جوایز زنان ورزشکار سال ساندی تایمز ۲۰۱۲
محل برگزاری: دفاتر ساندی تایمز
زن ورزشکار سال: جسیکا انیس
زن جوان ورزشکار سال: لورا رابسون و هتر واتسون
قهرمان المپیک سال: کاترین گرینجر
پارالمپیک سال: سارا استوری
قهرمان جوان المپیک: جید جونز
قهرمان جوان پارالمپیک سال: الی سیموندز
تیم منتخب سال: تیم دوچرخه سواری تعقیب و گریز انگلیس (دنی کینگ، لورا تروت و جوانا راسل)
جایزه انجمن: دی ردفرن
مربی سال: جنی آرچر
جایزه هلن رولاسون برای الهام: کلر لوماس
جایزه یک عمر دستاورد: بارونس سو کمپبل
جوایز زنان ورزشکار سال ساندی تایمز ۲۰۱۱
محل برگزاری: دفاتر ساندی تایمز
زن ورزشکار سال: سارا استیونسن
نایب قهرمان: هیلی ترنر
تیم منتخب سال: تیم جام سولهایم اروپا با کاپیتانی آلیسون نیکلاس
زن جوان ورزشکار سال: لوسی گارنر
ورزشکار معلول سال: آنه دانهام
جوایز زنان ورزشکار سال ساندی تایمز ۲۰۱۰
محل برگزاری: دفاتر انجمن المپیک بریتانیا
زن ورزشکار سال: مگی آلفونسی
نایب قهرمان: بت تویدل
مقام سوم: ایمی ویلیامز
تیم منتخب سال: کاترین گرینجر و آنا واتکینز
ورزشکار جوان سال: فرانسسکا هالسال
ورزشکار معلول سال: دانیل براون
جوایز زنان ورزشکار سال ساندی تایمز ۲۰۰۹
محل برگزاری: آکادمی دیوید بکهام
زن ورزشکار سال: کریسی ولینگتون
نایب قهرمان: جسیکا انیس
مقام سوم: ویکتوریا پندلتون
تیم سال: تیم کریکت زنان انگلستان
جایزه یک عمر دستاورد مرکز تحقیقات سیاست فرهنگی در مقطع کارشناسی ارشد (سی‌سی‌پی‌آر): راشل هیهو فلینت
جایزه داوطلبانه باشگاه ورزشی منتخب انگلستان: کتی رونی
حامی سال: کمپین مک دونالد 'مادران روی توپ'
ورزشکار معلول سال: سارا استوری
جایزه تاجر ورزشی: کارن ارل
ورزشکار جوان ورزش انگلستان: هالی کالوین
جایزه هلن رولاسون برای الهام: دی کافاری
جایزه معلم سال پی‌ای: کارولین سیدل، دبیرستان برومزگرو جنوبی، ووسترشر
رهبر ورزشی سال: هوپ پاول
جوایز زنان ورزشکار سال ساندی تایمز ۲۰۰۸
محل برگزاری: زمین کریکت لورد
زن ورزشکار سال: نیکول کوک
نایب قهرمان: ویکتوریا پندلتون
مقام سوم: هیلی ترنر
تیم سال تیم کریکت زنان انگلستان
برترین المپیک ورزشی انگلستان: ربکا آدلینگتون
پارالمپیک سال: النور سیموندز
جایزه قهرمان ناخوانده سی‌سی‌پی‌آر: وندی کولز
معلم سال دیوید لوید لیزر پی‌اب: شریل باکلی (کالج باکستر، کیدرمینستر، ووسسترشر)
جوان ورزشکار سال ام‌سی‌سی: لورا رابسون
جایزه داوطلب باشگاه ورزشی انگلستان: کی استوکس
جایزه هلن رولاسون برای الهام: جولی شارد
حمایت سال: شرکت تعاونی برند (مناقصه المپیک نتبال)
جوایز زنان ورزشکار سال ساندی تایمز ۲۰۰۷
محل برگزاری: زمین کریکت لورد
زن ورزشکار سال: ویکتوریا پندلتون
نایب قهرمان: کاترین گرینجر
مقام سوم: کریستین اوهوروگو
تیم منتخب سال پیندار: باشگاه فوتبال زنان آرسنال
جایزه یک عمر دستاورد سونی اریکسون: بیلی جین کینگ
جایزه قهرمان ناخوانده: چری الکساندر
ورزشکار جوان سال ام‌سی‌سی: شاناز رید
جایزه قهرمانان: نیکول آرتور
بهترین دستاورد ورزشی دانشگاه: جسیکا انیس
معلم سال پی‌ای: هلن فینبو (دبیرستان وودی، رمزباتوم، منچستر بزرگ)
جایزه هلن رولاسون برای الهام: جوآنا گاردینر، دانشگاه برایتون
جایزه بهترین ورزشکار سال سونی اریکسون: کارولینا کلافت